# 実解析的アイゼンシュタイン級数
数学では、最も単純な実解析的アイゼンシュタイン級数 (real analytic Eisenstein series) は、2変数の特殊函数である。実解析的アイゼンシュタイン級数はSL(2,R)の表現論や解析的整数論で使われる。密接にエプシュタインのゼータ函数に関連している。
より複雑な群に対する多くの一般化がある。

## 定義
上半平面の変数 z = x + iy のアイゼンシュタイン級数で表された E(z, s) は、Re(s) > 1 である複素数の s の値に対して
{\displaystyle E(z,s)={1 \over 2}\sum _{(m,n)=1}{y^{s} \over |mz+n|^{2s}}}
により定義され、Re(s) > 1 以外へは解析接続される。和は互いに素な整数のペア全体を渡る。
注意：いくつかの少し異なる定義もある。因子 ½ を省略する著者もいるし、(m, n)が渡る和の範囲を(0, 0)を除くすべての整数のペアとする著者もいる。後者の場合、E(z, s)は上の定義のζ(2s)倍になる。

## 性質

### 変数 z の函数として
実解析的アイゼンシュタイン級数を変数 z の函数と見なすと、E(z, s) は、固有値 s(s-1) を持つ H 上のラプラス作用素の実解析的固有函数である。言い換えると、E(z, s) は、楕円型偏微分方程式を満たす。
{\displaystyle z=x+yi}  とすると、{\displaystyle y^{2}\left({\frac {\partial ^{2}}{\partial x^{2}}}+{\frac {\partial ^{2}}{\partial y^{2}}}\right)E(z,s)=s(s-1)E(z,s).}
函数 E(z, s) は、一次分数変換により、上半平面上の z への SL(2,Z) 作用の下に不変である。前の性質とともに、このことはアイゼンシュタイン級数がマース形式であり、古典的な楕円モジュラ函数の実解析的な類似物であることを意味する。
注意： E(z, s) は H 上の不変リーマン計量に関して、z の 2乗可積分函数ではない。

### 変数 s の函数として
アイゼンシュタイン級数は Re(s) > 1 で収束し、全複素平面上の s の有理函数へ解析接続することができ、（H の上の全ての z に対し）s = 1 で留数 π の唯一の極を持つ。定数項はクロネッカーの極限公式で記述される。
アイゼンシュタイン級数を
{\displaystyle E^{*}(z,s)=\pi ^{-s}\Gamma (s)\zeta (2s)E(z,s)\ }
と函数変形をすると、函数等式
{\displaystyle E^{*}(z,s)=E^{*}(z,1-s)\ }
を満たす。この等式は、リーマンゼータ函数 ζ(s) の函数等式に類似である。
2つの異なるアイゼンシュタイン級数 E(z, s) と E(z, t) のスカラー積はマース・セルバーグの関係式(Maass-Selberg relation)で与えられる。

### フーリエ展開
実解析的アイゼンシュタイン級数の上記の性質、つまり、H 上のラプラシアンを使った E(z, s) と E*(z, s) の函数等式は、E(z, s) が次のフーリエ展開を持つという事実から示すことができる。
{\displaystyle E(z,s)=y^{s}+{\frac {{\hat {\zeta }}(2s-1)}{{\hat {\zeta }}(2s)}}y^{1-s}+{\frac {4}{{\hat {\zeta }}(2s)}}\sum _{m=1}^{\infty }m^{s-1/2}\sigma _{1-2s}(m){\sqrt {y}}K_{s-1/2}(2\pi my)\cos(2\pi mx)\ ,}
ここに、
{\displaystyle {\hat {\zeta }}(s)=\pi ^{-s/2}\Gamma {\biggl (}{\frac {s}{2}}{\biggr )}\zeta (s)\ ,}
{\displaystyle \sigma _{s}(m)=\sum _{d|m}d^{s}\ ,}
であり、
{\displaystyle {\begin{aligned}K_{s}(z)&={\frac {1}{2}}\int _{0}^{\infty }\exp {\biggl (}-{\frac {z}{2}}\left(u+{\frac {1}{u}}\right){\biggr )}\cdot u^{s-1}du\\&\sim {\sqrt {\frac {\pi }{2z}}}e^{-z}\ ,\ \ \ \ \ \ \ \ \ (z\rightarrow \infty )\end{aligned}}}
は、 変形されたベッセル函数である。

## エプシュタインのゼータ函数
正定値整数係数二次形式 Q(m, n) = cm2 + bmn + an2 に対するエプシュタインのゼータ函数(Epstein zeta function) ζQ(s) (Epstein 1903)は、
{\displaystyle \zeta _{Q}(s)=\sum _{(m,n)\neq (0,0)}{1 \over Q(m,n)^{s}}\ }
で定義される。
エプシュタインのゼータ函数は、本質的には、z の特殊値に対する実解析的アイゼンシュタイン級数の特別な場合である。理由は、
{\displaystyle z={\frac {-b}{2a}}+{\frac {i{\sqrt {-b^{2}+4ac}}}{2a}}}
に対して、
{\displaystyle Q(m,n)=a|mz+n|^{2}\ }
となるからである。
このゼータ函数の名称はポール・エプシュタイン(Paul Epstein)にちなんでいる。

## 一般化
実解析的アイゼンシュタイン級数 E(z, s) は、SL(2,R)の離散部分群であるSL(2,Z)に伴うアイゼンシュタイン級数である。アトル・セルバーグ(Atle Selberg)は、SL(2,R) の他の離散部分群へ一般化し、それらを L2(SL(2,R)/Γ) 上の SL(2,R) の表現の研究に使用した。ロバート・ラングランズ(Robert Langlands)はセルバーグの仕事を高次元の群に拡張した。彼の恐ろしいほどに難しい証明は、後日、ヨゼフ・ベルンシュタインにより簡素化された。